# 1492

## أحداث
- نهاية حرب غرناطة في 1492 والتي بدأت في 1482.
- سقوط غرناطة على يدي الملوك الكاثوليك، منهية بذلك فترة الحكم الإسلامي بشبه الجزيرة الإيبيرية والتي دامت ما يقارب ٨ قرون.
- طرد اليهود من شبه الجزيرة الإيبيرية (إسبانيا) على يد الملوك الكاثوليك فيرديناند وإيزابيلا.
- اكتشاف القارة الأمريكية من قبل البحارة كريستوفر كولومبس معتقدًا أنها الهند وقد در هذا على إسبانيا خيرات كبيرة وقد كان حجر الأساس بالنسبة إلى الاستعمار الإسباني في جنوب القارة الأمريكية.

## مواليد
- مصلح الدين السروري
- هنريكوس الكاتب

## وفيات
- إليزابيث وودفيل
- بييرو ديلا فرانشيسكا
- عبد الرحمن الجامي
- هاري الأعمى
- وليم كاكستون